# Attila Sallustro
Attilo Sallustro (15. prosinec 1908, Asunción, Paraguay – 28. květen 1983, Řím, Itálie) byl italský fotbalový útočník i trenér.
Narodil se v Paraguayském městě Asunción. Ve 12 letech odešel s rodinou do Neapole. Fotbal hrál nejprve za US Inter Neapol až v roce 1922 odešel do Internaples. Zde odehrál první sezonu v nejvyšší lize. Od roku 1926 se stal hráčem SSC Neapol a zůstal jí věrný do roku 1937. Za 11 let služby odehrál 258 utkání a vstřelil 104 branek. 6ádnou trofej s klubem nevyhrál a tak nejlepší umístění v lize bylo 3. místo v sezonách (1932/33 a 1933/34). Fotbalovou kariéru zakončil v dresu Salernitany v roce 1939.
S italskou reprezentací debutoval v 1. prosince roce 1929 proti Portugalsku (6:1). A stal se se spoluhráčem Mihalichem prvními hráči Neapolitans v reprezentaci. Kvůli lepším útočníkům ve své době odehrál jen dva zápasy a vstřelil jednu branku.
Po fotbalové kariéře se na krátkou chvíli stal trenérem Salernitany a v roce 1961 také krátce působil v Neapoli. Dvacet let působil jako ředitel stadionu Stadio San Paolo až do roku 1981. Je po něm pojmenována ulice ve čtvrti Ponticelli a městský stadion Carbonara di Nola.

## Hráčská statistika
| Sezóna  | Klub        | Liga      | Liga   | Liga | Ligové poháry | Ligové poháry | Ligové poháry | Kontinentální poháry | Kontinentální poháry | Kontinentální poháry | Celkem | Celkem |
| Sezóna  | Klub        | Soutěž    | Zápasy | Góly | Soutěž        | Zápasy        | Góly          | Soutěž               | Zápasy               | Góly                 | Zápasy | Góly   |
| ------- | ----------- | --------- | ------ | ---- | ------------- | ------------- | ------------- | -------------------- | -------------------- | -------------------- | ------ | ------ |
| 1925/26 | Internaples | 1. Divize | 13     | 10   | -             | 0             | 0             | -                    | 0                    | 0                    | 13     | 10     |
| 1926/27 | Neapol      | 1. Divize | 18     | 1    | -             | 0             | 0             | -                    | 0                    | 0                    | 18     | 1      |
| 1927/28 | Neapol      | 1. Divize | 10     | 5    | -             | 0             | 0             | -                    | 0                    | 0                    | 10     | 5      |
| 1928/29 | Neapol      | 1. Divize | 28     | 22   | -             | 0             | 0             | -                    | 0                    | 0                    | 28     | 22     |
| 1929/30 | Neapol      | Serie A   | 31     | 13   | -             | 0             | 0             | -                    | 0                    | 0                    | 31     | 13     |
| 1930/31 | Neapol      | Serie A   | 29     | 11   | -             | 0             | 0             | -                    | 0                    | 0                    | 29     | 10     |
| 1931/32 | Neapol      | Serie A   | 26     | 12   | -             | 0             | 0             | -                    | 0                    | 0                    | 26     | 12     |
| 1932/33 | Neapol      | Serie A   | 30     | 19   | -             | 0             | 0             | -                    | 0                    | 0                    | 30     | 19     |
| 1933/34 | Neapol      | Serie A   | 25     | 4    | -             | 0             | 0             | Stř.P                | 3                    | 1                    | 28     | 6      |
| 1934/35 | Neapol      | Serie A   | 20     | 7    | -             | 0             | 0             | -                    | 0                    | 0                    | 20     | 7      |
| 1935/36 | Neapol      | Serie A   | 26     | 8    | IP            | 2             | 0             | -                    | 0                    | 0                    | 28     | 7      |
| 1936/37 | Neapol      | Serie A   | 18     | 4    | IP            | 3             | 1             | -                    | 0                    | 0                    | 21     | 4      |
| 1937/38 | Salernitana | Serie C   | 0      | 0    | -             | 0             | 0             | -                    | 0                    | 0                    | 0      | 0      |
| 1938/39 | Salernitana | Serie B   | 14     | 1    | IP            | 1             | 0             | -                    | 0                    | 0                    | 15     | 1      |
| Celkem  | Celkem      | Celkem    | 285    | 115  | -             | 6             | 1             | -                    | 3                    | 1                    | 294    | 117    |

## Hráčské úspěchy

### Reprezentační
- 1x na MP (1931-1932 - stříbro)